# Claudia Acuña
Claudia Acuña (née le 3 juillet 1971 à Santiago) est une chanteuse chilienne. Elle a participé à l'album Adama d'Avishai Cohen.